# Angamaly
Angamaly (o Angamali, Angamally) è una suddivisione dell'India, classificata come municipality, di 33.424 abitanti, situata nel distretto di Ernakulam, nello stato federato del Kerala. In base al numero di abitanti la città rientra nella classe III (da 20.000 a 49.999 persone).

## Geografia fisica
La città è situata a 10° 11' 60 N e 76° 24' 0 E e ha un'altitudine di 31 m s.l.m..

## Società

### Evoluzione demografica
Al censimento del 2001 la popolazione di Angamaly assommava a 33.424 persone, delle quali 16.448 maschi e 16.976 femmine. I bambini di età inferiore o uguale ai sei anni assommavano a 3.767, dei quali 1.900 maschi e 1.867 femmine. Infine, coloro che erano in grado di saper almeno leggere e scrivere erano 28.131, dei quali 14.071 maschi e 14.060 femmine.